# Торо білогорлий
То́ро білогорлий (Phyllastrephus albigularis) — вид горобцеподібних птахів родини бюльбюлевих (Pycnonotidae). Мешкає в Західній і Центральній Африці.

## Підвиди
Виділяють два підвиди:
- P. a. albigularis (Sharpe, 1882) — від Сенегалу до Південного Судану, західної Уганди і сходу ДР Конго;
- P. a. viridiceps Rand, 1955 — північно-західна Ангола.

## Поширення і екологія
Білогорлі торо живуть у вологих рівнинних і гірських тропічних лісах та в сухих тропічних лісах.